# Cryptoperla bisaeta
Cryptoperla bisaeta är en bäcksländeart som först beskrevs av Kawai 1968.  Cryptoperla bisaeta ingår i släktet Cryptoperla och familjen Peltoperlidae. Inga underarter finns listade i Catalogue of Life.